# Лаймстон (Миннесота)
Лаймстон (англ. Limestone) — тауншип в округе Линкольн, Миннесота, США. На 2010 год его население составило 136 человек. Название тауншипа произошло от большего количества известняковых валунов («Limestone») на его территории.

## География
По данным Бюро переписи населения США площадь тауншипа составляет 89,6 км², из которых 88,8 км² занимает суша, а 0,9 км² — вода (0,95 %).

## Население
По данным переписи 2010 года население Лаймстона составляло 136 человек (из них 53,7 % мужчин и 46,3 % женщин), было 53 домашних хозяйства и 38 семей. Расовый состав: белые — 99,3 %, две или более рас — 0,7 %.
Из 53 домашних хозяйств 58,5 % представляли собой совместно проживающие супружеские пары (20,8 % с детьми младше 18 лет), в 1,3 % домохозяйств женщины проживали без мужей, в 11,9 % домохозяйств мужчины проживали без жён, 28,3 % не имели семьи. В среднем домашнее хозяйство вели 2,57 человека, а средний размер семьи — 3,03 человека.
Население тауншипа по возрастному диапазону распределилось следующим образом: 30,1 % — жители младше 18 лет, 52,3 % — от 18 до 65 лет и 17,6 % — в возрасте 65 лет и старше. Средний возраст населения — 38,0 лет. На каждые 100 женщин приходилось 115,9 мужчины, при этом на 100 совершеннолетних женщин приходилось уже 131,7 мужчин сопоставимого возраста.
В 2014 году из 106 трудоспособных жителей старше 16 лет имели работу 76 человек. Медианный доход на семью оценивался в 91 250 $, на домашнее хозяйство — в 80 000 $. Доход на душу населения — 34 409 $.